# ヒトジラミ
ヒトジラミ (人虱) Pediculus humanus L. は、ヒトに付くシラミの1種である。伝統的にはケジラミと本種とだけがヒトを宿主とするシラミであり、本種は頭髪及び衣服を生息域とする。ただし近年になって上記学名はコロモジラミのものとすることがある。この記事ではヒトジラミの意味でこれを扱う。

## 概説
シラミ類は宿主の種によって寄生する種が異なり、場合によってはその部位によっても種が異なる。ヒトの場合、陰部を生息域とするのがケジラミ Pthirus pubis であるが、頭髪及び衣服には本種が生息する。本種とケジラミとは外形が大きく異なり、科の段階で別の分類群に属する。
本種は更に頭髪に生息するものと衣服に生息するものに区別され、この両者は形態的には差が明確ではないが、遺伝的に、それに生態的に完全に隔離されている。そこで衣服に付くものをコロモジラミ P. humanus corporis 、頭髪に付くものをアタマジラミ P. humanus humanus とし、両者を本種の亜種とする扱いが行われた。しかし近年、これらを独立種とする扱いも行われる。この項ではこの2つを同一種と見なし、両者に共通する部分だけを扱う。
ヒトジラミはヒトだけを宿主とする外部寄生虫である。アタマジラミは頭髪、コロモジラミは衣類にいて、皮膚より吸血する。歩脚の先端は挟状になり、これで毛髪や繊維を掴み、素早く移動する。不完全変態であり、幼虫も成虫に似た形態と生態を持つ。卵も頭髪ないし衣類の繊維に張り付いた形で産み付けられ、その生涯を生息域から離れない。他者への感染は接触による。そのために集団生活する場合には広がる場合がある。成虫は条件にもよるが、数日程度は人体から離れても生存できる。
ヒトジラミは吸血することで痒みを与えるが、それだけでなく病原体を運ぶベクターでもあり、特に発疹チフスは伝染病として恐れられた。

## 形態
体長は成虫で2-4mm程度、アタマジラミのほうがやや小型である。体は全体として腹背に扁平で、体表に弾力があり、全体に半透明で淡い灰白色だが、アタマジラミの方が黒みが強く、特に体の側縁に沿って黒い斑紋が入る。頭部は丸みを帯びた三角形で、口器は普段は頭部に引き込まれており、吸血する際には突出する。その上唇には歯状の突起があり、吸血する際に口器が皮膚に固着するのを助ける。触角は5節、その基部の後方に目がある。
胸部の3体節は互いに癒合しており、3対の歩脚があるが、翅は完全に退化している。歩脚はよく発達し、先端ははっきりと爪状になる。脛節末端にある突起と先端の爪とが向き合って鋏状となっており、この間に毛や繊維を掴むことが出来る。
腹部は9節からなり、各節の両端に側板があり、この部分は褐色をしており、またここに気門が開く。気門があるのは第3～第8節である。腹部末端の節には内部に生殖器があり、雄では先端に向けて細くなるが、雌では先端が軽く2裂する。

## 生活史

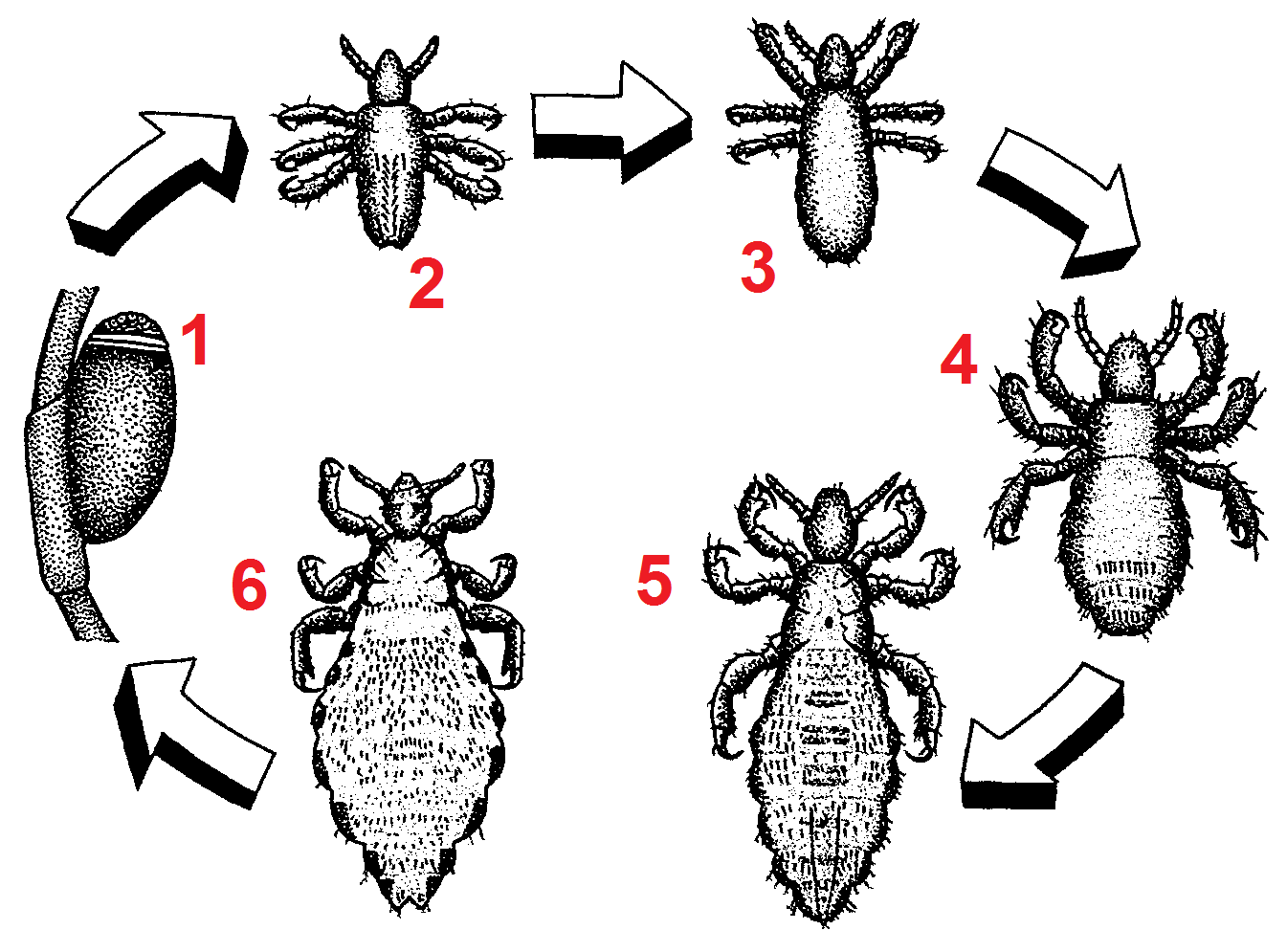
生活史の模式図

卵は楕円形で乳白色を呈し、先端に平らな蓋があってその中央に15-20の気孔突起がある。卵は毛髪（アタマジラミ）や繊維（コロモジラミ）にセメント様の物質で貼り付けられ、産卵直後は透明で、後に黄色っぽく色づき、孵化直前には褐色になる。卵の孵化には約1週間を要する。孵化時には蓋が外れ、これが幼虫の脱出口となる。
孵化直後の幼虫は成虫の形に似ているが、触角は3節で体が軟らかい。側板は2令から見られる。幼虫は成虫と同様に吸血しながら成長し、7-16日で3令を経て成虫になる。成虫の寿命は32-35日で、雌成虫は約4週間の間、1日に8個、生涯で約200個の卵を産む。

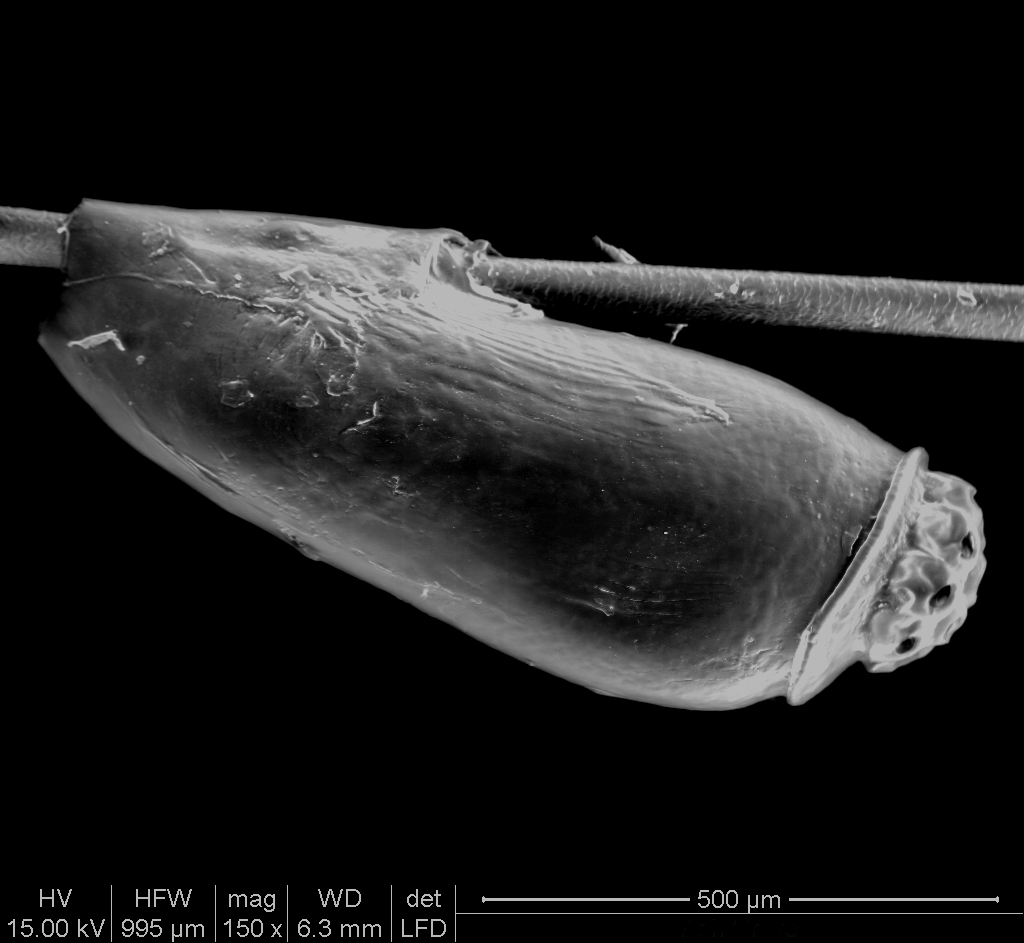
卵
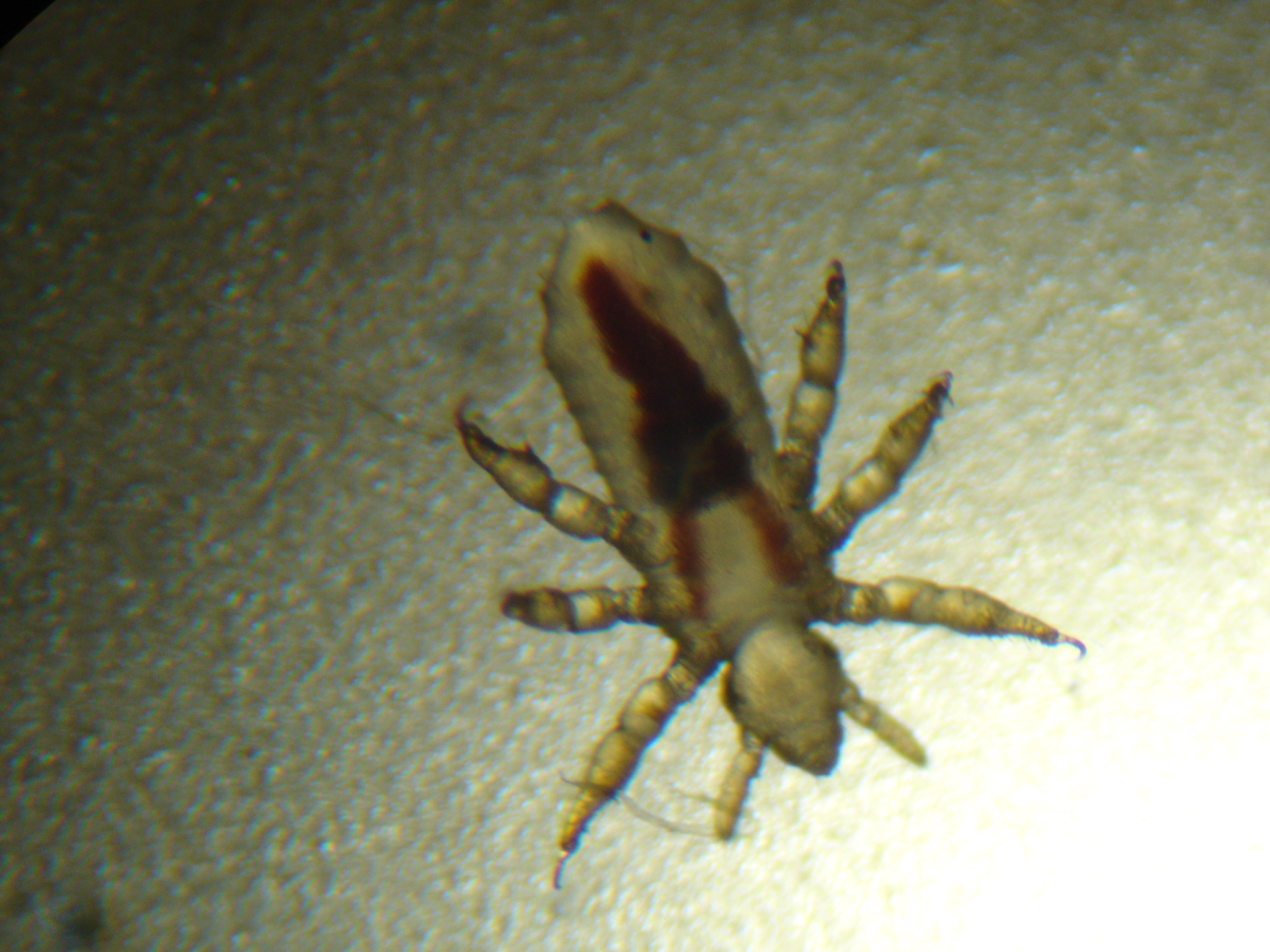
幼生
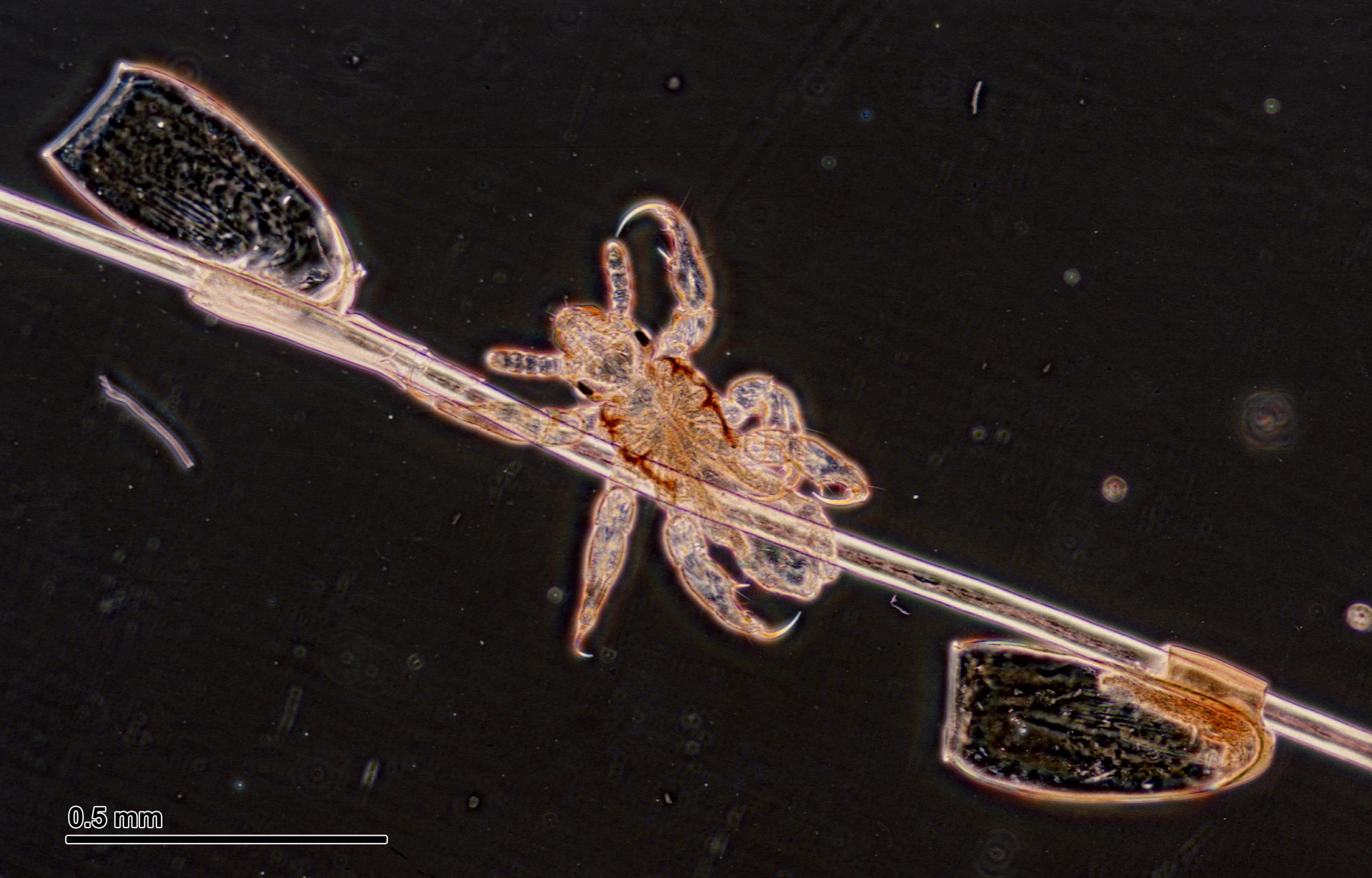
アタマジラミ幼生

## 習性
ヒトジラミの宿主はヒトに限られる。他の動物の血を吸うことが出来ても、それで生育は出来ない。
アタマジラミは常に頭髪にいるが、コロモジラミは下着の縫い目にいて、吸血時のみ肌に移動する。成虫が1日に吸血する回数は、実験では2回とされるが、現実には4回かそれ以上と考えられる。
人体から離れ、吸血できない状態では、コロモジラミは条件にもよるが1週間程度まで生存できる場合がある。この点でアタマジラミの方が弱く、せいぜい2日程度で死亡する。

## 分類と系統上の問題
本種は古くから以下の2亜種に分けられてきた。
- Pediculus humanus　ヒトジラミ
  - P. humanus corporis　コロモジラミ
  - P. humanus capitis　アタマジラミ

ただし世界保健機関は、これら2種を別種として扱うようになっており、その場合にはコロモジラミを P. humanus 、アタマジラミを P. capitis を使用している。
シラミ類は動物の体表に常在するものであり、衣服のようにその外を住処とするのは異例である。衣服は人類のみが持つものであり、そこを住処とするシラミの存在、その発祥には興味の持たれるところである。コロモジラミが体毛に生息するアタマジラミとごく近縁であることは古くより認められた。分子系統の発達により、これらの近縁性が絶対的な時間を含めて論じられるようになった。
それによると、本種に近縁な同属の種がチンパンジーに寄生するが、それと本種が分岐したのは550万年前である。これは、宿主の種分化の時期、つまり人類の起源にほぼ相当する。ただ、問題なのは、ヒトジラミが遺伝的にはっきりした2タイプがあり、一つは凡世界的なもの、もう一つは新世界のものである。
それらが分化したのが、この方法では118万年前となることである。これは、明らかに現生のヒト Homo sapiens の起源を大幅に上回る。ここから推察されるのは、この種分化が、現生のヒトの祖先がホモ・エレクタス H. erectus から分化してきた頃に起こったと言うことである。それから約100万年、ヒト属の2種が共存し、彼等は交雑はしなかったかも知れないが、外部寄生虫の行き来はあったであろう。この様な中でシラミの2系統が生じ、それが共存するに至ったと考えられる。
アタマジラミとコロモジラミが分化したのは、10万年前と推定されている。これは人類が衣類を身につけ始めてすぐのことであったと考えられている。アタマジラミは髪の毛に住み着いて、その部位の肌から血を吸うが、毛の少ない身体の皮膚では繁殖できない。だが、衣類に生息の場を得て、コロモジラミはそれ以外の皮膚での生息が可能になった。さらに、分子系統によると、コロモジラミはアタマジラミの凡世界系統から複数回にわたって発生したと考えられる。最近はケジラミが女性の髪から発見されることがある。これは性行為の方法が変化したためではないかとの観測がある。

## 公衆衛生
感染は接触によることが多いので、集団生活をする場で感染が広がることが知られる。

### シラミ症
シラミは宿主特異性が高く、ヒトにつくシラミは常にヒトに寄生し定着して生息している。ヒトがシラミに寄生された状態はシラミ症と呼ばれる。シラミ症自体が生命に関わることはないが、シラミの吸血は激しいかゆみを引き起こし、感染症（特に発疹チフス）を媒介するため、駆除による治療が必要になる。
シラミの種類によって寄生する部位が異なり、アタマジラミは頭髪、コロモジラミは衣服、ケジラミは陰毛部をそれぞれ主な生息場所としており、それぞれそこで繁殖して数を増やす。卵や幼虫のうちは気付かないことが多いが、成虫が増殖すると吸血する際に激しいかゆみを生じるようになる。このかゆみは、シラミが吸血する際に注入する唾液分泌物と、アレルギーによるものの、二つの作用によって引き起こされると考えられている。また、このかゆみによって皮膚を掻きむしることで、細菌感染症などの原因になることもある。
シラミはそれを保有しているヒトや衣服と接触することによって感染することが多いが、ごくまれに風呂などを介して感染することもある（通常、アタマジラミやケジラミは水中では体毛にしがみつくため水を介した感染は起こりにくい）。なお、アタマジラミに感染しても、プールの水を介して感染する心配はないため遊泳は可能である。ただし、接触感染により感染が拡大するためタオルや水泳帽などの共有は避けるべきである。一般に衛生環境のよくないところで大量発生することが多く、先進諸国ではDDTなどの有機塩素系殺虫剤の使用によってその発生は激減した。しかし発展途上国においては依然多数の患者が存在しており、また先進諸国においても安全性の問題から有機塩素系殺虫剤の使用が規制されて以降、（特に長髪の）学童でのアタマジラミの流行や、路上生活者におけるコロモジラミの流行、また不特定多数との性行為によるケジラミの流行などが問題になっている。
診断にはシラミ個体の寄生を確認することが第一だが、少数個体の寄生では虫体を視認することが困難なことが多い。特にアタマジラミやコロモジラミはすばやく動くので慣れないと見失うことがある。アタマジラミやケジラミは卵を体毛に膠着させるため、これを確認すればシラミの寄生を確定できるが、ヒトの体毛にはしばしば毛穴内壁の角質が更新剥離したもの（ヘアキャスト）が付着しており、肉眼ではヘアキャストとシラミ卵の区別は困難である。しかしヘアキャストは指でさわると動くのに対し、シラミの卵は髪の毛に産み付けられる際、セメント状の物質で固定されるのでしごいてもほとんど動かない。また顕微鏡および双眼実体顕微鏡、ルーペなどで拡大して観察すれば同定できる。さらにアミノ酸やペプチドと反応して紫色に発色するニンヒドリン試薬を用いると、ヘアキャストは濃く染色されているのに対し、シラミ卵は染色されず白いままとなりシラミ卵の同定は容易となる。
治療には、シラミの成虫から卵にいたるまで徹底的に完全に駆除することが重要である。このことから現代でも物事を片っ端から徹底的に処理することを「シラミ潰し」と表現する。

#### 駆除方法
コロモジラミについては衣服を熱湯消毒することで効果的な駆除が可能である。アタマジラミやケジラミは体毛に付着して生息するため､洗髪と専用の櫛により物理的に虫体と卵を駆除する方法が有効である。しかし一般にこれらの方法で100％の駆除効果は期待できないため、ピレスロイド系の殺虫剤を含む粉末やシャンプーが併用される。また生息場所や産卵場所を無くす為、頭髪や陰毛を剃毛することもある。

#### 駆除薬
日本で販売されている唯一の駆除薬は、ピレスロイド系フェノトリンで、0.4%の粉末およびシャンプー剤が第2種医薬品「スミスリン」などとして市販されている。フェノトリン5%のローション剤は疥癬治療用の医療用医薬品なので、シラミには使うことができない。
同じくピレスロイド系のペルメトリン（英: Permethrin、パーメスリン）は、1%ローション剤NixがFDAで認可を受けており、2か月児から使用可能の市販薬であるが、日本では動物用薬のみ販売されている。
マクロライド系抗生物質のイベルメクチンは、0.5%ローション剤のSkliceが2012年にFDA認可を受けており、6か月児から処方可能の医療用医薬品である。日本ではシラミ症に適応のある医療用医薬品が無いため、皮膚科を受診しても処方される薬剤は無い。フェノトリン抵抗性のシラミが報告されており、抵抗性アタマジラミにも有効なイベルメクチンの日本での利用が熱望されている。

### 感染症の伝搬
主な被害は吸血による直接的な影響と、感染症の伝搬である。感染症のベクターとしては、コロモジラミの方が重要で、発疹チフス、塹壕熱、回帰熱などの主要媒介動物である。これも個別の記事に任せる。
ヒトから吸血する3種類のシラミのうち、コロモジラミは吸血してかゆみを起こさせるばかりでなく、病原体のベクターとして重篤な感染症を媒介することがある。コロモジラミによって媒介される感染症としては、発疹チフス、回帰熱（シラミ媒介性回帰熱）、塹壕熱の3種類が知られている。またアタマジラミもごくまれに発疹チフスを媒介することがある。
発疹チフスの病原体は発疹チフスリケッチア Rickettsia prowazekii で、コロモジラミの消化管内で増え、糞に混じって排泄される。また感染したシラミは感染後2週間で死亡する。シラミが吸血した痕を掻いた際、糞やシラミの死骸などに混じった発疹チフスリケッチアが、その刺し口から侵入して感染し、発疹チフスを引き起こす。また人が密集したところでは、糞や死骸に混じったリケッチアを吸い込むことによって経気道感染することもある。
人が大集団で狭いところに住み、不潔な状態になると、シラミは大発生しやすい。そのため、欧米において過去に戦争熱、飢饉熱、船舶熱、刑務所熱などと呼ばれたものの多くはたいてい発疹チフスである。戦争はシラミの好む条件を満たしやすく、発疹チフスが戦局を支配し、歴史の転換の契機になることもあった。例えばナポレオン1世がロシア遠征でヨーロッパ最大級の60万の大軍の大半を失い敗退したのも、フランス軍の中で発疹チフスが大流行したからであったといわれている。
回帰熱はダニやシラミによって媒介されるスピロヘータによる感染症であるが、その1種である回帰熱ボレリア Borrelia recurrentis がコロモジラミによって媒介される。その媒介様式は詳しく判っていないが、このボレリアを保有しているヒトから吸血したシラミが、別のヒトから吸血した場合にのみヒトに感染すると言われている。
第一次世界大戦中に流行した塹壕熱はバルトネラ・クインターナ Bartonella quintana による疾患であり、これもコロモジラミによって媒介される。いずれにせよ、前近代までは戦争はシラミが付き物で、第二次世界大戦でもソ連軍を最も悩ませたのはドイツ軍ではなくシラミであるといわれるほど、前線兵士の敵だったようである。

## 現在日本の状況
日本でも古来、アタマジラミ、コロモジラミ共に重要な寄生虫であった。特に第二次大戦後には衛生面の不備により、両種共に大発生を見た。DDTがその駆除に使われたことはよく知られている。
ただし、その後の生活水準の向上と衛生面の改善により、その発生はごく少なくなった。毎日入浴洗髪をし、着替えを頻繁にする条件下では、シラミは生活を維持しづらい。国内では1950年代に両者共にほぼ消滅状態となった。ただし、1970年代から僅かずつ報告があり、1980年代からはやや増加の傾向がある。この理由としてはシラミの側では薬剤耐性の系統が生じたこと、人の側では一度消滅状態になったことで、伝統的なシラミへの対応の知恵が途絶えたことが挙げられる。例えば親にシラミに対する知識がないために、子にシラミが発生してもなかなか気付かず、大繁殖を始めてようやく気付く、といった例がある。また、ホームレスや独居老人といったシラミの温床になりやすい場が新たに生じたことも挙げられる。コロモジラミではこの様な高齢化を舞台にした増殖が、アタマジラミでは幼稚園や小学校などの集団での感染拡大が見られている。